# Кварнер
Кварнер (на хърватски: Kvarnerski zaljev; на италиански: Golfo del Quarnero) е залив в северната част на Адриатическо море намиращ се между полуостров Истрия и континенталното крайбрежие на Хърватия.
Крайбрежната ивица на залива подобно на тази на цяла Далмация се характеризира с резки врязвания в сушата и множество острови. Най-големите острови в залива са Црес, Крък, Паг, Раб и Лошин. Основната част от залива се намира между континента и островите Црес и Кърка. По-малката му част разположена между островите Црес, Кърка, Паг и Раб понякога се нарича и Кварнерич.
Въпреки голямото количество острови заливът е много дълбок. Това позволява основното пристанище Риека, намиращо се в най-северната му част да приема големи товарни кораби включително и танкери.
Връзката между островите в залива се осъществява посредством ферибот. Црес и Лошин, както и Кърка и континенталната част на Хърватия са свързани посредством мостове.
В района е развит риболовът. Брегът на залива и съседните острови са известни туристически дестинации.